# NGC 348
NGC 348 je galaksija u zviježđu Feniks.

## Vanjske poveznice
- SEDS: NGC 348